# Morane-Saulnier MS.760 Paris
Morane-Saulnier MS.760 Paris je bilo francosko reaktivno šolsko vojaško letalo iz 1950ih. Zasnovan je predhodniku MS.755 Fleuret, ima za razliko dva dodatna sedeža. Tako je MS.760 s štirimi sedeži posebnež med trenažerji. Glavni uporabnik so bile Francoske letalske, so pa letalo izvozili tudi v Argentino in Brazilijo.

## Specifikacije(MS.760 Paris I)
Podatki iz Jane's All The World's Aircraft 1961–62; Taylor 1961, p. 60.
Splošne značilnosti
- Posadka: 2
- Število sedežev: 2 potnika
- Dolžina: 10,05 m (33 ft 0 in)
- Razpon kril: 10,15 m (33 ft 4 in)
- Višina: 2,60 m (8 ft 6 in)
- Površina kril: 18,0 m2 (194 sq ft)
- Vitkost: 5,12:1
- Teža praznega letala: 1.945 kg (4.288 lb)
- Bruto teža: 3.470 kg (7.650 lb)
- Kapaciteta goriva: 950 L v glavnem rezervoarju, možnih dodatnih 450 L v rezervoarjih na koncih kril
- Pogon letala: 2 × Turboméca Marboré II turboreaktivni motor, 3,9 kN (880 lbf) potisk motorjev  vsak

Zmogljivost
- Maks. hitrost: 650 km/h (404 mph; 351 kn) na nivoju morja
- Potovalna hitrost: 570 km/h (354 mph; 308 kn) na višini 5.000 m (16.000 ft)
- Doseg: 1.500 km (932 mi; 810 nmi) na višini 7.000 m (23.000 ft)
- Višina leta: 10.000 m (32.808 ft)
- Hitrost vzpenjanja: 11,50 m/s (2.264 ft/min)
- Vzletna razdalja: 750 m (2.460 ft)

Oborožitev

- Strelno orožje: 2× strojnici v nosu (opcija)
- Rakete: 4× 90 mm rakete
- Bombe: 2× 50 kg (110 lb) bombi